# Bellaffaire
Bellaffaire ist eine französische Gemeinde mit 158 Einwohnern (Stand 1. Januar 2022) im Département Alpes-de-Haute-Provence in der Region Provence-Alpes-Côte d’Azur. Sie gehört zum Arrondissement Forcalquier und zum Kanton Seyne.

## Geographie
Die Gemeinde grenzt im Norden an Rochebrune, im Osten an Bréziers, im Südosten an Saint-Martin-lès-Seyne, im Süden an Bayons sowie im Westen an Turriers und Gigors.
Die Hauptsiedlung liegt auf 845 m. Zu Bellaffaire gehören auch die Weiler Les Dorats, La Freyssinie, Les Jurans und Les Pascaux. Der Tête Grosse ist ein 1598 m hoher Berg. 387 Hektar der Gemeindegemarkung sind bewaldet.

## Bevölkerungsentwicklung
| Jahr      | 1962 | 1968 | 1975 | 1982 | 1990 | 1999 | 2008 | 2014 |
| --------- | ---- | ---- | ---- | ---- | ---- | ---- | ---- | ---- |
| Einwohner | 172  | 165  | 135  | 116  | 123  | 142  | 135  | 150  |